# Tiengen (Hochrhein)
Tiengen – stacja kolejowa w mieście Waldshut-Tiengen (dzielnica Tiengen), w kraju związkowym Badenia-Wirtembergia, w Niemczech.

## Połączenia
Na stacji zatrzymują się pociągi osobowe i Interregio-Express.
Połączenia (stacje końcowe):
- Bazylea
- Friedrichshafen
- Lauchringen
- Radolfzell am Bodensee
- Singen (Hohentwiel)
- Szafuza
- Ulm
- Waldshut-Tiengen

| Tiengen                   |  |                                     |
| Linia Hochrhein           |  |                                     |
| Waldshutodległość: 5,7 km |  | Lauchringen West odległość: 3,25 km |